# 169년

## 연호
- 후한(後漢) 건녕(建寧) 2년

## 기년
- 후한(後漢) 영제(靈帝) 2년
- 신라(新羅) 아달라 이사금(阿達羅泥師今) 16년
- 고구려(高句麗) 신대왕(新大王) 5년
- 백제(百濟) 초고왕(肖古王) 4년

## 사건
- 후한의 실권자 두무(竇武)는 당인(黨人)의 금고(禁錮)(167년)를 해제하여 그들 청류당에 속한 사람들을 등용함과 동시에 그들과 결탁하여 환관을 일소하려고 했다. 그러나 사전에 계획이 누설되어 도리어 환관의 반격을 받아 패배했다. 두무는 자살하고, 이응 등의 당인은 또다시 붙잡혔다. 당인(黨人) 중 하나인 장검(張儉)은 후람(侯覽)과 사이가 나빴는데, 이 때문에 후람 부하에게 역도들의 수괴라는 모함을 받았다. 당시 대장추(大長秋)였던 조절을 비롯해 장양(張讓) 등 환관은 영제를 부추겨 이응(李膺)을 포함한 당인 백여 명을 죽였다. 이때 죽음을 당한 자는 1백 여 명이요, 사죄(死罪), 유죄(流罪), 금고(禁錮)의 처분을 받은 자는 6백 명에서 7백 명이나 되었다. 이 제2회의 당고에 의해서 청류당은 철저하게 탄압을 받아 해체되었으며, 환관의 전제가 확립되었다.(→제이차 당고의 금)